# ラーマ1世
ラーマ1世（タイ語: รัชกาลที่ ๑）は、チャクリー王朝の初代のサヤーム国王。プッタヨートファーチュラーローク（タイ語: พุทธยอดฟ้าจุฬาโลก, ラテン文字転写: Buddha Yodfa Chulaloke）とも呼ばれる。『清史稿』は鄭華、『大南寔録』は質知（ベトナム語: Chất tri）と呼ばれる。

## 生涯
幼名はトーン・ドゥアン (ทองด้วง)。アユッタヤ王家の血を引いており、アユタヤ時代の士官、コーサー侯パーンの子孫と言われる。父親はモン族、母親は中国系タイ人である。アユタヤ王朝末期にすでに官吏として仕官しておりルワンヨック・クラバットの爵位も持っていた。ラーマ1世の称号はラーマ6世によって制定されたものである。
彼の仕えたアユッタヤ王朝がのちに、1767年（タイ仏歴2310年）にビルマ（現ミャンマー）に占領されると、翌年に華人勢力のタークシンがビルマ兵を駆逐し、トンブリー王朝を起こして王位に就くが、このときルアンヨック・クラバットことラーマ1世はタークシン国王に仕えた。ルアン・ヨッククラバットは、タークシンがラヨーンで挙兵したときにタークシンの母を保護するためラヨーンに送り届けた手柄でプラ・ラーチャワリンに昇進したのをはじめ、多くの戦果を上げ アパイ・ロナンリット伯爵、ヨマラート侯爵、チャックリー公爵、マハー・カサットスック大公、へと次々に昇進していったため、猛将としても知られている。
トンブリー王朝のタークシン国王が晩年に精神錯乱状態をきたした時、マハー・カサットスック大公は国内の混乱をおそれて、カンボジア遠征を中断し、トンブリーに戻り、タークシン国王を処刑した。この後、大公は王位に就くが、タイの正史では大公は民衆に推挙され国王になったとされる。国王になったため名前をプラバートソムデットプラ・プッタヨートファーチュラーロークとし、トンブリーからチャオプラヤー川を挟んで対岸である東岸にバンコク（クルンテープ）を建設し遷都した後、チャクリー王朝を興した。アユタヤ王朝の神権政治を継承した。
チュラーロークことラーマ1世は、即位後も猛将ぶりを発揮し、数回に及び進軍してきたビルマを駆逐し、国内を安定させた。国内が安定してくると、『三印法』を整備し官制度を整備した。またアユタヤ王朝の末裔であることを見せるため、多数の学者を導入してビルマ占領時代に散逸した文学ラーマキエン、イナオを再編集した。今でもラーマ1世版のラーマキエンは数あるラーマキエンの中でも秀逸な作品として知られる。観光地と知られるワット・プラケーオ（エメラルド仏寺院）も彼の建設によるものである。ここにチュラーロークはヴィエンチャンから奪ったエメラルド仏を設置した。彼はこの他数多くの寺院を建てたとされる。
彼の名を冠した有名なものとしてチャオプラヤー川に架かった最初の大橋、「サパーン・プラプッタヨートファー」などがある。

## 爵位
- 1767年、 ラーチャワリン子爵（พระราชวรินทร์）
- 1768年、 アパイ・ロナンリット伯爵（พระยาอภัยรณฤทธิ์)
- 1770年、 ヨマラート侯爵（พระยายมราช）
- 1774年、 チャックリー公爵（เจ้าพระยาจักรี）
- 1781年、 マハー・カサットスック大公（สมเด็จเจ้าพระยามหากษัตริย์ศึก）
- 1782年、 ラーマ仏国王陛下 (พระบาทสมเด็จพระบรมราชาธิราชรามาธิบดี)
- 死後、 大王プッタヨートファーチュラーローク (พระบาทสมเด็จพระพุทธยอดฟ้าจุฬาโลกมหาราช)